# Основин и робни ваљак
Основин и робни ваљак или основино и робно вратило су делови разбоја за ткање, израђују се од дрвета или метала у пуној ширини разбоја. 
Оба ваљака имају на крајевима механизам са кочницом којим се регулише поступак намотавања основиних жица на основин ваљак, њихова затегнутост као и поступак намотавања отканог дела тканине на робни ваљак.